# 아리테크
아리테크(아일랜드어: Airitech)는 아일랜드 신화에 나오는 인물이다. 아리테크의 세 딸은 늑대인간이었는데, 카스 코라크에게 모두 죽는다. 이 이야기는 피니언 대계의 일부인 〈옛것들의 대화〉에 나온다.